# Maglebjerg
 For alternative betydninger, se Maglebjerg (flertydig). (Se også artikler, som begynder med Maglebjerg)
Maglebjerg er en 91 m høj bakke i Rude Skov umiddelbart øst for Ebberødgård; toppen er således Nordsjællands højeste punkt.

## Postament
Midt på toppen står et postament, brugt til opmåling af Danmark sammen med ca. 330 andre postamenter spredt ud over hele landet og placeret på høje punkter. Postamentet på Maglebjerg er af granit og opsat i 1892. Postamentet er mærket med GS (General Staben 1842 - 1928) og har løbenummer 427.